# ドイツの河川の一覧
| ドイツの主要河川図 |  | ドイツの主要流域図 |
| ドイツの主要河川図 |  | ドイツの主要流域図 |

ドイツの河川の一覧（ドイツのかせんのいちらん）は、ドイツを流れる主な河川の一覧。
ドイツ国内のみを流れる河川のほか、ドイツを源流として隣国へ流出する河川や、隣国から流入してドイツ国内を流れ、そのまま海へ注ぐ、あるいは再び他国へ流出する河川も含まれる。人工の運河は含まれていない。

## 長さが200km以上の河川一覧
河川総延長が200km以上の河川を掲載している。
国内はドイツ国内の意。その他の凡例は表の下部に記載。
| #  | 河川名 <水系名>                 | 独語表記     | 全長 (km) | 全長 (km)    | 全長 (km) | 国内平均流量 (m3/秒) | 流域面積 (km2) | 流域面積 (km2) | 源流地                                                                                         | 河口(流出地)・ 流入先(合流地)                                                  | 流域の州                   | 支流                                                                                 | 支流                                                 |
| #  | 河川名 <水系名>                 | 独語表記     | 本流      | 支流含む最長 | 国内      | 国内平均流量 (m3/秒) | 総面積         | 国内           | 源流地                                                                                         | 河口(流出地)・ 流入先(合流地)                                                  | 流域の州                   | 国内主要                                                                             | その他                                               |
| -- | ------------------------------- | ------------ | --------- | ------------ | --------- | -------------------- | -------------- | -------------- | ---------------------------------------------------------------------------------------------- | ------------------------------------------------------------------------------ | -------------------------- | ------------------------------------------------------------------------------------ | ---------------------------------------------------- |
| 1  | ドナウ川 <ドナウ川水系>         | Donau        | 2,811     | 2,857        | 647       | 1,490                | 795,686        | 56,113         | バーデン＝ヴュルテンベルク州フルトヴァンゲン (シュヴァルツヴァルト)                            | 黒海 · ( ルーマニア・トゥルチャ)                                               | BW、BY                     | イラー川、レヒ川、アルトミュール川、ナープ川、レーゲン川、イーザル川、イン川         | ブレーク川                                           |
| 2  | ライン川 <ライン川水系>         | Rhein        | 1,048     | 1,233        | 865       | 2,300                | 198,735        | 102,159        | スイス・ディゼンティス (アルプス山脈)                                                          | 北海 ( オランダ・ロッテルダム)                                                 | BY、BW、RP、HE、NW         | ネッカー川、マイン川、ラーン川、モーゼル川、ルール川、リッペ川                       | アーレ川、Rein da Medel                              |
| 3  | エルベ川 <エルベ川水系>         | Elbe         | 1,094     | 1,245        | 727       | 870                  | 148,268        | 97,175         | チェコ・シュピンドレルーフ・ムリーン · (クルコノシェ山脈)                                      | 北海 (ニーダーザクセン州クックスハーフェン/シュレースヴィヒ＝ホルシュタイン州) | SN、BB、ST、NI、MV、SH、HH | 黒エルスター川、ムルデ川、ザーレ川、ハーフェル川                                     | ヴルタヴァ川                                         |
| 4  | オーデル川 <オーデル川水系>     | Oder         | 866       | 1,045        | 179       | 540                  | 118,890        | 5,633          | チェコ・Fidlův kopec · (ズデーテン山地)                                                        | シュチェチン湖 ( ポーランド・ポリツェ)                                         | BB                         | ナイセ川                                                                             | ヴァルタ川                                           |
| 5  | ヴェーザー川 <ヴェーザー川水系> | Weser        | 452       | 750          | 750       | 390                  | 41,094         | 41,094         | テューリンゲン州ヒルトブルクハウゼン (テューリンゲンの森)                                      | 北海 (ブレーメン州ブレーマーハーフェン/ニーダーザクセン州)                     | TH、HE、NI、NW、HB         | アラー川、フンテ川、エーダー川、フルダ川                                             | ヴェラ川                                             |
| 6  | モーゼル川 <ライン川水系>       | Mosel        | 545       | 549          | 242       | 320                  | 28,286         | 9,637          | フランス・エピナル (ヴォージュ山脈)                                                            | ライン川 (ラインラント＝プファルツ州コブレンツ)                                | SL、RP                     | ザール川、サウアー川、キル川                                                         | モゼロット川                                         |
| 7  | マイン川 <ライン川水系>         | Main         | 524       | 569          | 569       | 211                  | 27,292         | 27,292         | バイエルン州クルムバッハ (フィヒテル山地)                                                      | ライン川 (ヘッセン州マインツ＝コストハイム)                                    | BY、HE、BW                 | イッツ川、レグニッツ川、フレンキッシェ・ザーレ川、タウバー川、キンツィヒ川、ニッダ川 | フレンキシェ・レーツァト川、レドニッツ川、白マイン川 |
| 8  | イン川 <ドナウ川水系>           | Inn          | 517       | 522          | 218       | 738                  | 25,700         | 8,060          | スイス・サンモリッツ (アルプス山脈)                                                            | ドナウ川 (バイエルン州パッサウ)                                                | BY                         | アルツ川、ザルツァハ川、ロット川 (ノイウハウス・アム・イン)、マングファル川          | フラーツ川、Aua da Fedoz                             |
| 9  | ザーレ川 <エルベ川水系>         | Saale        | 413       | 413          | 413       | 117                  | 24,079         | 24,079         | バイエルン州ホーフ (フィヒテル山地)                                                            | エルベ川 (ザクセン＝アンハルト州バルビー)                                      | BY、TH、ST                 | シュヴァルツァ川、イルム川、ウンシュトルト川、白エルスター川、ボーデン川             |                                                      |
| 10 | シュプレー川 <エルベ川水系>     | Spree        | 382       | 382          | 382       | 36                   | 9,793          | 9,763          | ザクセン州バウツェン (ラウジッツ高地)                                                          | ハーフェル川 (ベルリン)                                                        | SN、BB、BE                 | ダーメ川                                                                             |                                                      |
| 11 | エムス川 <エムス川水系>         | Ems          | 371       | 371          | 371       | 125                  | 17,934         | 17,934         | ノルトライン＝ヴェストファーレン州シュロス・ホルテ＝シュトゥーケンブロック (トイトブルクの森)  | 北海 (ニーダーザクセン州エムデン/ オランダ)                                    | NW、NI                     | ハーゼ川、レダ川、ユンメ川                                                           |                                                      |
| 12 | ネッカー川 <ライン川水系>       | Neckar       | 367       | 384          | 384       | 145                  | 14,000         | 14,000         | バーデン＝ヴュルテンベルク州シュヴェニンゲン (シュヴァルツヴァルト)                            | ライン川 (バーデン＝ヴュルテンベルク州マンハイム)                              | BW、HE                     | フィルス川、レムス川、エンツ川、コッハー川、ヤクスト川、ツァーバー                   | エシャッハ川                                         |
| 13 | ハーフェル川 <エルベ川水系>     | Havel        | 325       | 560          | 560       | 103                  | 24,096         | 24,096         | メクレンブルク＝フォアポンメルン州ノイシュトレーリッツ (メクレンブルク湖沼地帯)                | エルベ川 (ザクセン＝アンハルト州ハーフェルベルク)                              | MV、BB、BE、ST             | シュプレー川、ヌーテ川、リーン川、ドッセ川                                           |                                                      |
| 14 | エーガー川 <エルベ川水系>       | Eger         | 316       | 316          | 38        | 3.6                  | 5,614          | 310            | バイエルン州マルクトレドヴィッツ (フィヒテル山地)                                              | エルベ川 · ( チェコ・リトムニェジツェ)                                         | BY                         | ヴォンドレプ川                                                                       |                                                      |
| 15 | ヴェラ川 <ヴェーザー川水系>     | Werra        | 292       | 298          | 298       | 51.2                 | 5,496          | 5,496          | テューリンゲン州ヒルトブルクハウゼン (テューリンゲンの森)                                      | ヴェーザー川 (ニーダーザクセン州ハン・ミュンデン)                              | TH、HE、NI                 | ウルシュター川、ヘルセル川                                                           | シュロイゼ川、ザール川 (ヴェラ川支流)                |
| 16 | イーザル川 <ドナウ川水系>       | Isar         | 286       | 295          | 263       | 175                  | 8,370          | 7,965          | オーストリア・シャルニッツ · (アルプス山脈)                                                    | ドナウ川 (バイエルン州デッゲンドルフ)                                          | BY                         | ロイザッハ川、アンパー川                                                             | ラファチャー川                                       |
| 17 | ムルデ川 <エルベ川水系>         | Mulde        | 290       | 290          | 290       | 73                   | 7,400          | 7,017          | ザクセン州シェーネック/フォークトラント、フライベルク (エルツ山地)                             | エルベ川 (ザクセン＝アンハルト州デッサウ)                                      | SN、ST                     | ツヴィッカウアー・ムルデ川、フライベルガー・ムルデ川、チョッパウ川                   | フレーア川                                           |
| 18 | ライネ川 <ヴェーザー川水系>     | Leine        | 281       | 281          | 281       | 61.7                 | 6,512          | 6,512          | テューリンゲン州ライネフェルデ＝ヴォルビス (アイヒスフェルト)                                  | アラー川 (ニーダーザクセン州シュヴァルムシュテット)                            | TH、NI                     | ルーメ川、インナーシュテ川                                                           | オーデル川 (ルーメ川支流)                            |
| 19 | レヒ川 <ドナウ川水系>           | Lech         | 264       | 264          | 170       | 115                  | 3,926          | 2,574          | オーストリア・レッヒ · (アルプス山脈)                                                          | ドナウ川 (バイエルン州マルクスハイム)                                          | BY                         | フィルス川 (レヒ川支流)、ハルプレヒ川、ヴェルタッハ川                                |                                                      |
| 20 | アラー川 <ヴェーザー川水系>     | Aller        | 260       | 346          | 346       | 120                  | 15,744         | 15,744         | ザクセン＝アンハルト州ゼーハウゼン(Magdeburger Börde)                                          | ヴェーザー川 (ニーダーザクセン州フェルデン)                                    | ST、NI                     | オーカー川、フーゼ川、エルツェ川、ライネ川、ベーム川                                 |                                                      |
| 21 | 白エルスター川 <ザーレ川水系>   | Weiße Elster | 257       | 257          | 247       | 26                   | 5,384          | 4,961          | チェコ・アシュ Výhledi                                                                         | ザーレ川 (ザクセン＝アンハルト州ハレ)                                          | SN、TH、ST                 | プライセ川、ヴァイダ川                                                               |                                                      |
| 22 | ラーン川 <ライン川水系>         | Lahn         | 246       | 250          | 250       | 52                   | 5,964          | 5,964          | ノルトライン＝ヴェストファーレン州ネンカースドルフLahnhof地区のラーンコップフ山 (ロタール山地) | ライン川 (ラインラント＝プファルツ州ラーンシュタイン)                          | NW、HE、RP                 | オーム川、ディル川、ヴァイル川、エムスバッハ川、エルプバッハ川                       |                                                      |
| 23 | ザール川 <ライン川水系>         | Saar         | 227       | 227          | 104       | 78.2                 | 7,431          | 3,605          | フランス・シルメックのドノン山付近 (ヴォージュ山脈)                                            | モーゼル川 (ラインラント＝プファルツ州コンツ)                                  | SL、RP                     | ブリース川、ニード川、プリムス川、ロイクバッハ川                                     | サール・ルージュ川                                   |
| 24 | ザルツァハ川 <ドナウ川水系>     | Salzach      | 226       | 232          | 59        | 251                  | 6,704          | 1,171          | オーストリア・ザルツァッハガイアー山 · (キッツビュールアルプス山脈)                            | イン川 (バイエルン州ハイミング)                                                | BY                         | ザーラッハ川                                                                         | クリムラー・アーヘ川                                 |
| 25 | アルトミュール川 <ドナウ川水系> | Altmühl      | 220       | 220          | 220       | 24                   | 3,257          | 3,257          | バイエルン州ローテンブルク・オプ・デア・タウバー (Frankenhöhe)                                 | ドナウ川 (バイエルン州ケールハイム)                                            | BY                         | ズルツ川、シュヴァルツァッハ川、ヴァイセ・ラーバー川                                 |                                                      |
| 26 | リッペ川 <ライン川水系>         | Lippe        | 220       | 268          | 268       | 46                   | 4,882          | 4,882          | ノルトライン＝ヴェストファーレン州バート・リップシュプリンゲ (エッゲ山地)                      | ライン川 (ノルトライン＝ヴェストファーレン州ヴェセル)                          | NW                         | パダー川、アルメ川、グレネ川、ゼセケ川、シュテヴァー川                               |                                                      |
| 27 | ルール川 <ライン川水系>         | Ruhr         | 219       | 227          | 227       | 81.6                 | 4,485          | 4,485          | ノルトライン＝ヴェストファーレン州ヴィンターベルクのルールコップ山 (ロタール山地)              | ライン川 (ノルトライン＝ヴェストファーレン州デュースブルクのルーアオルト地区)  | NW                         | メーネ川、ヘンネ川、レンネ川、フォルメ川                                             | ネーガー川                                           |
| 28 | フルダ川 <ヴェーザー川水系>     | Fulda        | 218       | 219          | 219       | 66.9                 | 6,947          | 6,947          | ヘッセン州フルダ郡のヴァッサークッペ (レーン山地)                                              | ヴェーザー川 (ニーダーザクセン州ハン・ミュンデン)                              | HE、NI                     | リューダー川、ハウネ川、エーダー川                                                   |                                                      |
| 29 | エルデ川 <エルベ川水系>         | Elde         | 208       | 208          | 208       | 11                   | 2,990          | 2,990          | メクレンブルク＝フォアポンメルン州アルテンホーフのダルツェ(Darze)地区 (メクレンブルク湖沼地帯) | エルベ川 (メクレンブルク＝フォアポンメルン州デーミッツ)                        | MV                         | シュテーア運河                                                                       |                                                      |
| 30 | コッハー川 <ライン川水系>       | Kocher       | 168       | 201          | 201       | 22.5                 | 1,961          | 1,961          | バーデン＝ヴュルテンベルク州オーバーコッヘン (シュヴァーベンジュラ山脈)                        | ネッカー川 (バーデン＝ヴュルテンベルク州バート・フリードリヒスハル)            | BW                         | ライン川 (コッハー川支流)、ロート川 (ライン川支流)、ビューラー川、ブレッタッハ川     |                                                      |

凡例
流域の州は下記の略称で記載。
- BW：バーデン＝ヴュルテンベルク州
- BY：バイエルン州
- BE：ベルリン
- BB：ブランデンブルク州
- HB：ブレーメン州
- HH：ハンブルク
- HE：ヘッセン州
- MV：メクレンブルク＝フォアポンメルン州
- NI：ニーダーザクセン州
- NW：ノルトライン＝ヴェストファーレン州
- RP：ラインラント＝プファルツ州
- SL：ザールラント州
- SN：ザクセン州
- ST：ザクセン＝アンハルト州
- SH：シュレースヴィヒ＝ホルシュタイン州
- TH：テューリンゲン州

## 長さ順の河川一覧
長さが100km以上の河川を掲載する。流路長は1km単位に数値を丸めて記載する。なお、流路長は資料により異なる場合がある。
| #  | 流路長 (km) | 河川名                              | 河口/合流先              | 備考                                                                 |
| -- | ----------- | ----------------------------------- | ------------------------ | -------------------------------------------------------------------- |
| 1  | 2857        | ドナウ川                            | 黒海                     | 源流のブレーク川を含む                                               |
| 2  | 1236        | ライン川                            | 北海                     | 源流のRein da Maighelsを含む                                         |
| 3  | 1091        | エルベ川                            | 北海                     | ヴルタヴァ川を含むと1252km                                           |
| 4  | 866         | オーデル川                          | バルト海                 | ヴァルタ川を含むと1045km                                             |
| 5  | 744         | ウェーザー川                        | 北海                     | 源流のヴェラ川を含む。国内のみの流路はドイツ最長                     |
| 6  | 544         | モーゼル川                          | ライン川                 |                                                                      |
| 7  | 524         | マイン川                            | ライン川                 | レグニッツ川、レドニッツ川、フレンキシェ・レーツァト川を含むと545km  |
| 8  | 517         | イン川                              | ドナウ川                 |                                                                      |
| 9  | 413         | ザーレ川                            | エルベ川                 |                                                                      |
| 10 | 400         | シュプレー川                        | ハーフェル川             |                                                                      |
| 11 | 371         | エムス川                            | 北海                     |                                                                      |
| 12 | 367         | ネッカー川                          | ライン川                 | エシャッハ川を含むと384km                                            |
| 13 | 325         | ハーフェル川                        | エルベ川                 | シュプレー川を含むと542km                                            |
| 14 | 316         | エーガー川                          | エルベ川                 |                                                                      |
| 15 | 300         | ヴェラ川                            | ヴェーザー川             | ヴェーザー川の距離による水源                                         |
| 16 | 295         | イーザル川                          | ドナウ川                 |                                                                      |
| 17 | 290         | ムルデ川                            | エルベ川                 | 源流のツヴィッカウアー・ムルデ川を含む                               |
| 18 | 281         | ライネ川                            | アラー川                 |                                                                      |
| 19 | 264         | レヒ川                              | ドナウ川                 |                                                                      |
| 20 | 260         | アラー川                            | ヴェーザー川             | ライネ川を含むと346km                                                |
| 21 | 257         | 白エルスター川                      | ザーレ川                 |                                                                      |
| 22 | 256         | ナイセ川                            | オーデル川               |                                                                      |
| 23 | 245         | ラーン川                            | ライン川                 |                                                                      |
| 24 | 235         | ザール川                            | モーゼル川               |                                                                      |
| 25 | 225         | ザルツァハ川                        | イン川                   |                                                                      |
| 26 | 222         | リッペ川                            | ライン川                 | アルメ川を含むと255km                                                |
| 27 | 220         | アルトミュール川                    | ドナウ川                 |                                                                      |
| 28 | 220         | フルダ川                            | ヴェーザー川             | ヴェーザー川の水量による水源                                         |
| 29 | 219         | ルール川                            | ライン川                 | ネーガー川、レナウ川を含むと221km                                    |
| 30 | 208         | エルデ川                            | エルベ川                 |                                                                      |
| 31 | 192         | ウンシュトルト川                    | ザーレ川                 |                                                                      |
| 32 | 189         | フンテ川                            | ヴェーザー川             |                                                                      |
| 33 | 189         | ヤクスト川                          | ネッカー川               |                                                                      |
| 34 | 188         | アイダー川                          | 北海                     |                                                                      |
| 35 | 188         | 黒エルスター川                      | エルベ川                 |                                                                      |
| 36 | 185         | アンパー川                          | イーザル川               | アマー湖とアマー川を含む                                             |
| 37 | 182         | フェヒト川                          | ズワールテ・ワーテル川   |                                                                      |
| 38 | 177         | レーゲン川                          | ドナウ川                 | 源流のシュヴァルツァー・レーゲン川、Großer Regenを含む               |
| 39 | 176         | エーダー川                          | フルダ川                 |                                                                      |
| 40 | 173         | サウアー川                          | モーゼル川               |                                                                      |
| 41 | 170         | ルーア川                            | マース川                 |                                                                      |
| 42 | 169         | ボーデン川                          | ザーレ川                 | 源流のヴァルメ・ボーデン川を含む                                     |
| 43 | 169         | ハーゼ川                            | エムス川、エルゼ川       |                                                                      |
| 44 | 168         | コッハー川                          | ネッカー川               | ライン川 (コッハー川支流)を含むと201km                               |
| 45 | 166         | ツヴィッカウアー・ムルデ川          | ムルデ川                 |                                                                      |
| 46 | 165         | ナープ川                            | ドナウ川                 | 源流のヴァルトナープ川を含む                                         |
| 47 | 155         | ジーク川                            | ライン川                 | フェルンドルフ川を含む                                               |
| 48 | 153         | オステ川                            | 北海                     |                                                                      |
| 49 | 151         | ヴェルタッハ川                      | レヒ川                   |                                                                      |
| 50 | 150         | アルツ川                            | イン川                   | キーム湖、ティロラー・アーヘン川、キッツビューエラー・アーヘ川を含む |
| 51 | 147         | イラー川                            | ドナウ川                 |                                                                      |
| 52 | 143         | ヴァルノウ川                        | バルト海                 | 三角江のウンターヴァルノウを通じて海へ出る                           |
| 53 | 142         | フレンキッシェ・ザーレ川            | マイン川                 |                                                                      |
| 54 | 142         | キル川                              | モーゼル川               |                                                                      |
| 55 | 142         | ペーネ川                            | バルト海                 |                                                                      |
| 56 | 134         | パール川                            | ドナウ川                 |                                                                      |
| 57 | 132         | ヴェルニッツ川                      | ドナウ川                 |                                                                      |
| 58 | 130         | タウバー川                          | マイン川                 |                                                                      |
| 59 | 129         | イルム川                            | ザーレ川                 |                                                                      |
| 60 | 129         | レンネ川                            | ルール川                 |                                                                      |
| 61 | 131         | レウム川                            | ヴェーザー川             | 源流のヴュンメ川及びハーフェアベーケ川(Haverbeeke)を含む             |
| 62 | 128         | チョッパウ川                        | フライベルガー・ムルデ川 |                                                                      |
| 63 | 125         | ナーエ川                            | ライン川                 |                                                                      |
| 64 | 125         | リーン川                            | ハーフェル川             |                                                                      |
| 65 | 124         | フライベルガー・ムルデ川            | ムルデ川                 | チョッパウ川を含むと151km                                            |
| 66 | 124         | トラーヴェ川                        | バルト海                 |                                                                      |
| 67 | 121         | エルツ川                            | ライン川                 | 旧エルツ川経由時。エルツ川のみでは90km                               |
| 68 | 118         | ヴュンメ川                          | レウム川                 | ハーフェアベーケ川(Haverbeeke)を含むと120km                          |
| 69 | 117         | ニーアス川                          | マース川                 |                                                                      |
| 70 | 117         | ヴッパー川                          | ライン川                 | 上流部の名称はヴィッパー川(Wipper)                                   |
| 71 | 114         | ベルケル川                          | アイセル川               |                                                                      |
| 72 | 114         | ロイザッハ川                        | イーザル川               |                                                                      |
| 73 | 114         | ニード川                            | ザール川                 | フランス領内のニエ川(Französischer Nied)を含む                       |
| 74 | 110         | ディーメル川                        | ヴェーザー川             |                                                                      |
| 75 | 110         | フィルス川 (ドナウ川支流)           | ドナウ川                 | 源流のグローセ・フィルス川を含む                                     |
| 76 | 109         | ロット川 (ノイウハウス・アム・イン) | イン川                   |                                                                      |
| 77 | 107         | イルメナウ川                        | エルベ川                 | 源流のシュテッタラウ川を含む                                         |
| 78 | 105         | エンツ川                            | ネッカー川               | グローセ・エンツ川(Große Enz)を含む。ナーゴルト川を含むと149km       |
| 79 | 105         | グローセ・レーダー川                | 白エルスター川           |                                                                      |
| 80 | 105         | オーカー川                          | アラー川                 |                                                                      |
| 81 | 103         | エアフト川                          | ライン川                 | ク―川(Kuhbach)を含む                                                 |
| 82 | 103         | ムジェ川                            | ベロウンカ川             |                                                                      |
| 83 | 103         | オフルジェ川                        | エルベ川                 |                                                                      |
| 84 | 103         | ザーラッハ川                        | ザルツァハ川             |                                                                      |
| 85 | 103         | ウエッカー川                        | 北海                     | ブランデンブルク州ではUcker表記                                      |
| 86 | 102         | ウィート川                          | ライン川                 |                                                                      |
| 87 | 101         | ペグニッツ川                        | レグニッツ川             | 上流のフィヒテノーエ川(Fichtenohe)を含む。レグニッツ川の源流         |
| 88 | 100         | インナーシュテ川                    | ライネ川                 |                                                                      |

## 所在地別の一覧
河口位置により分類した一覧。長さ50km以上の河川を掲載対象としている。
下流から順に記載し、河口または合流地を / 以降に記載。
※はドイツ国内を流れないが、支流がドイツ国内を流れるため便宜上記載した河川。

### バルト海

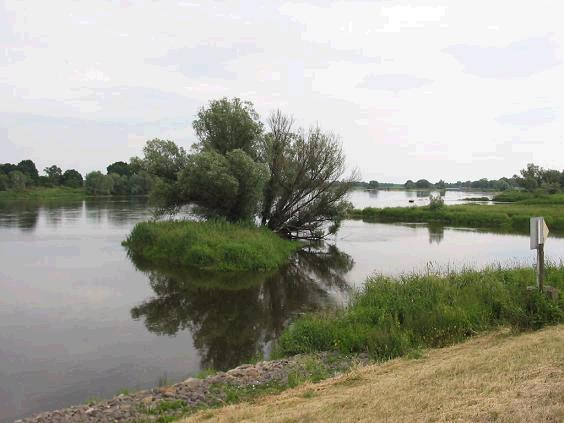
オーデル川（ブランデンブルク州キーニッツ付近）

デンマーク国境からポーランド国境へ、時計回りに記載。
- シュヴェンティーネ川（ドイツ語版） / キール
- トラーヴェ川 / リューベック・トラーヴェミュンデ地区
  - シュテフェニッツ川 (トラーヴェ川水系)（ドイツ語版） / トラーヴェミュンデ近郊
- ヴァルノウ川 / ヴァーネミュンデ
  - ネーベル川（ドイツ語版） / ビュッツォー（ドイツ語版）
- レックニッツ川（ドイツ語版） / リーブニッツ＝ダムガルテン（ドイツ語版）
- ペーネシュトロム川（ドイツ語版） / ペーネミュンデ（ドイツ語版）
  - ペーネ川 / アンクラム近郊
    - トレンゼ川（ドイツ語版） / デミーン

  - オーデル川支流（シュチェチン湖から流入）
- シフィナ川（ドイツ語版）※ /  ポーランド・シフィノウイシチェ
  - ウエッカー川（シュチェチン湖へ流入） / ウエッカーミュンデ（ドイツ語版）
  - オーデル川（シュチェチン湖へ流入） /  ポーランド・シュチェチン
    - ナイセ川 / アイゼンヒュッテンシュタット近郊

### 黒海
- ドナウ川 /  ルーマニア・スリナ
  - イン川 / パッサウ

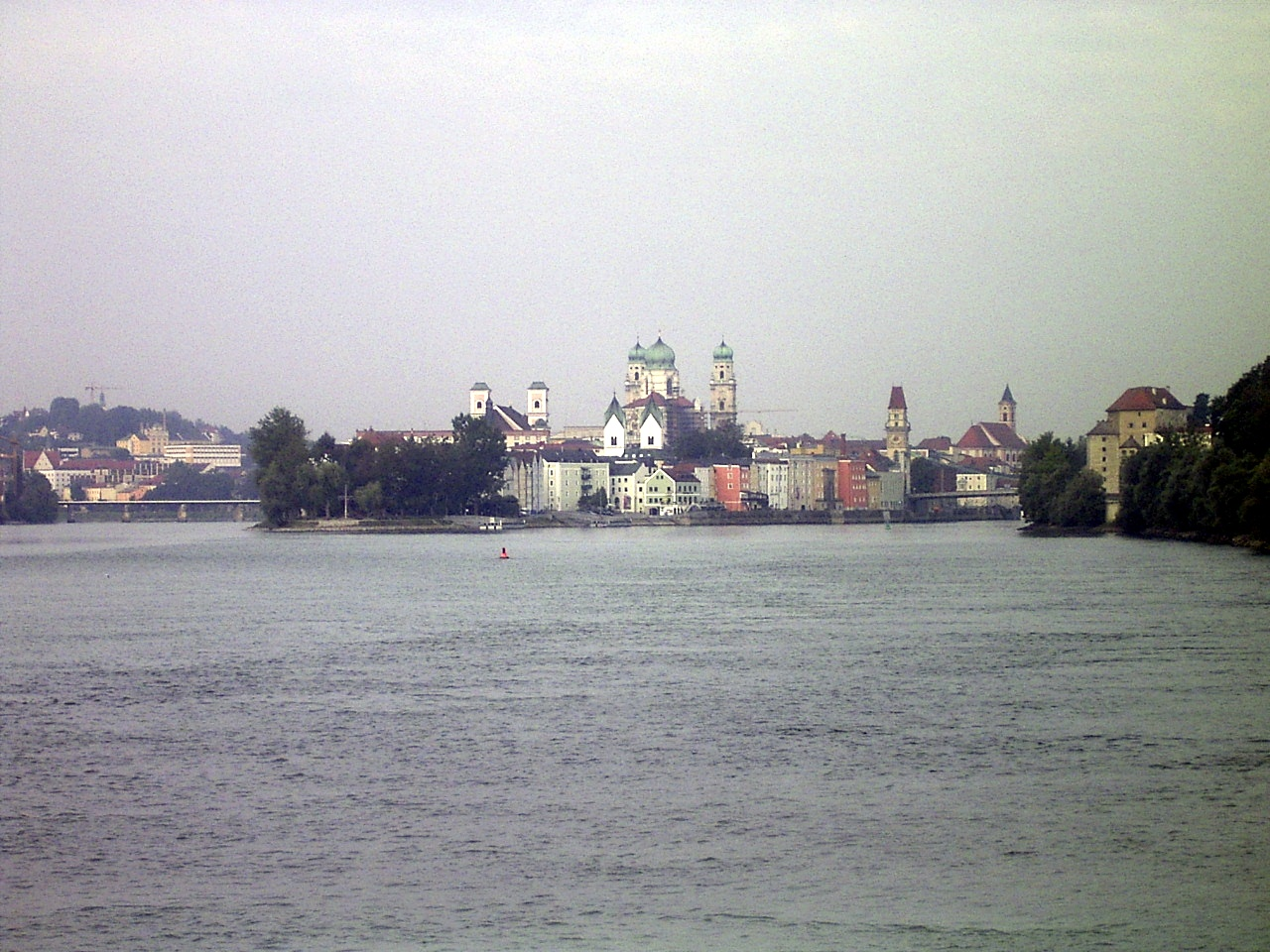
ドナウ川（パッサウ付近）

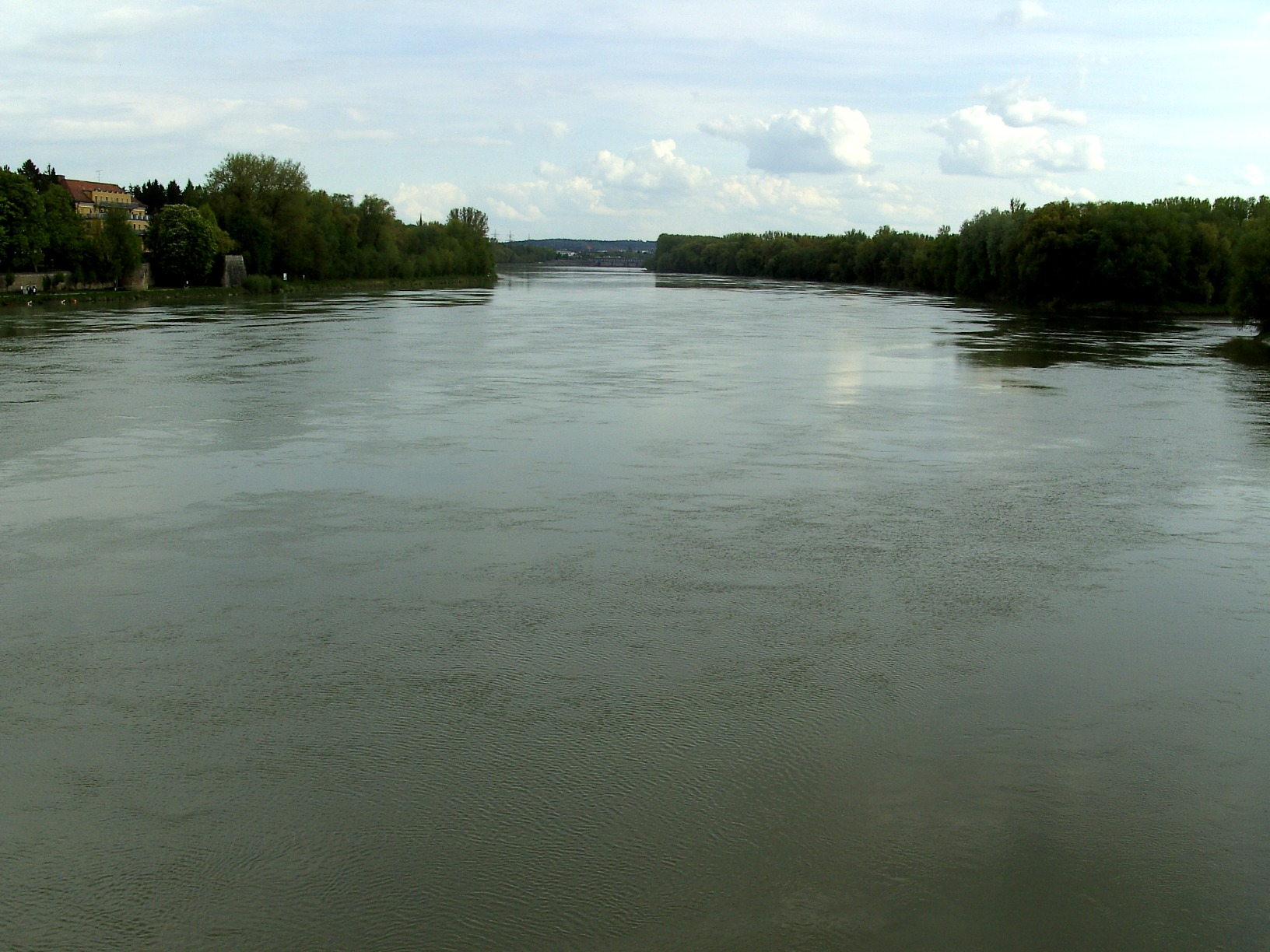
イン川（バイエルン州ノイウハウス付近）。ロット川との合流点。

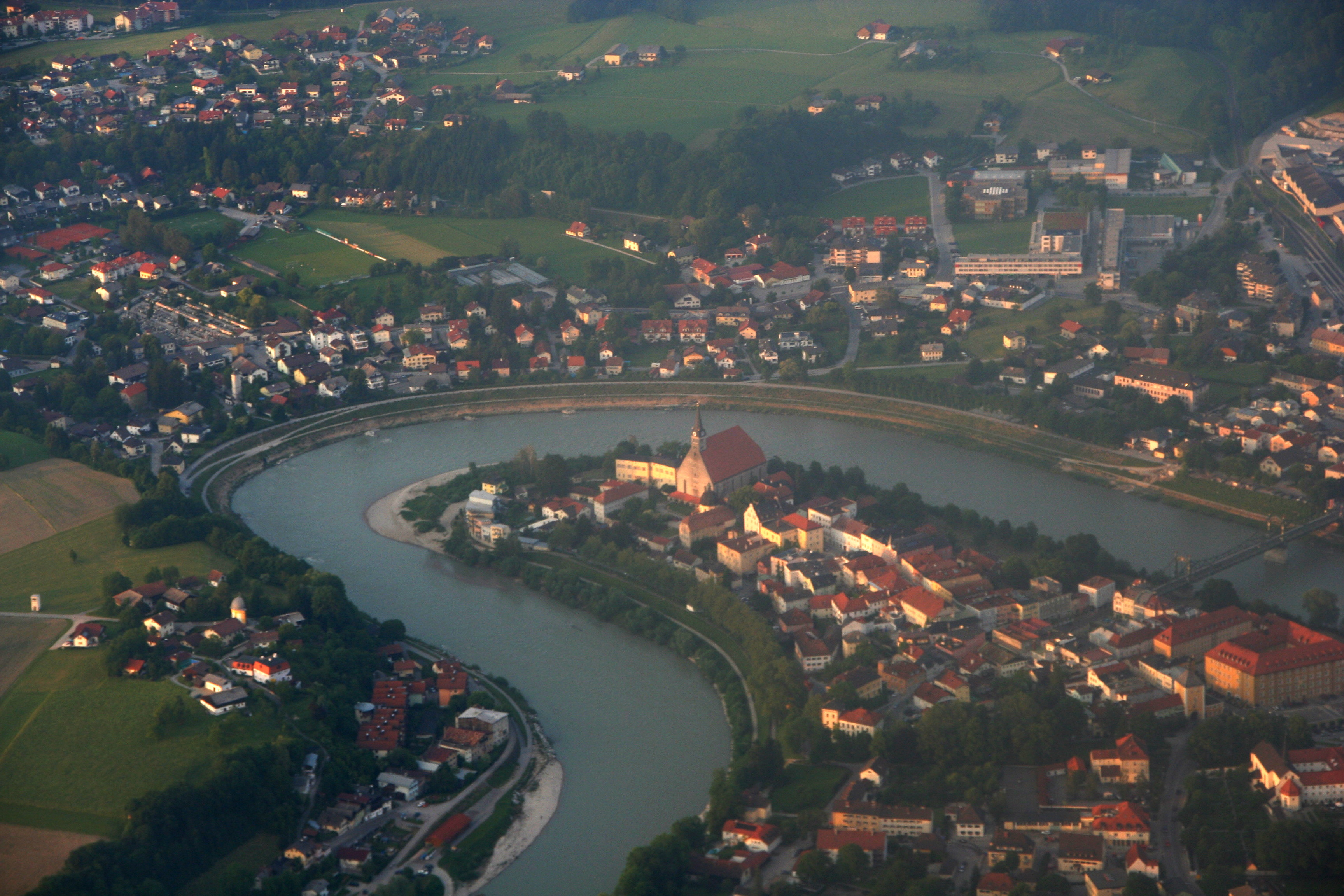
ザルツァハ川（バイエルン州ラウフェン付近）

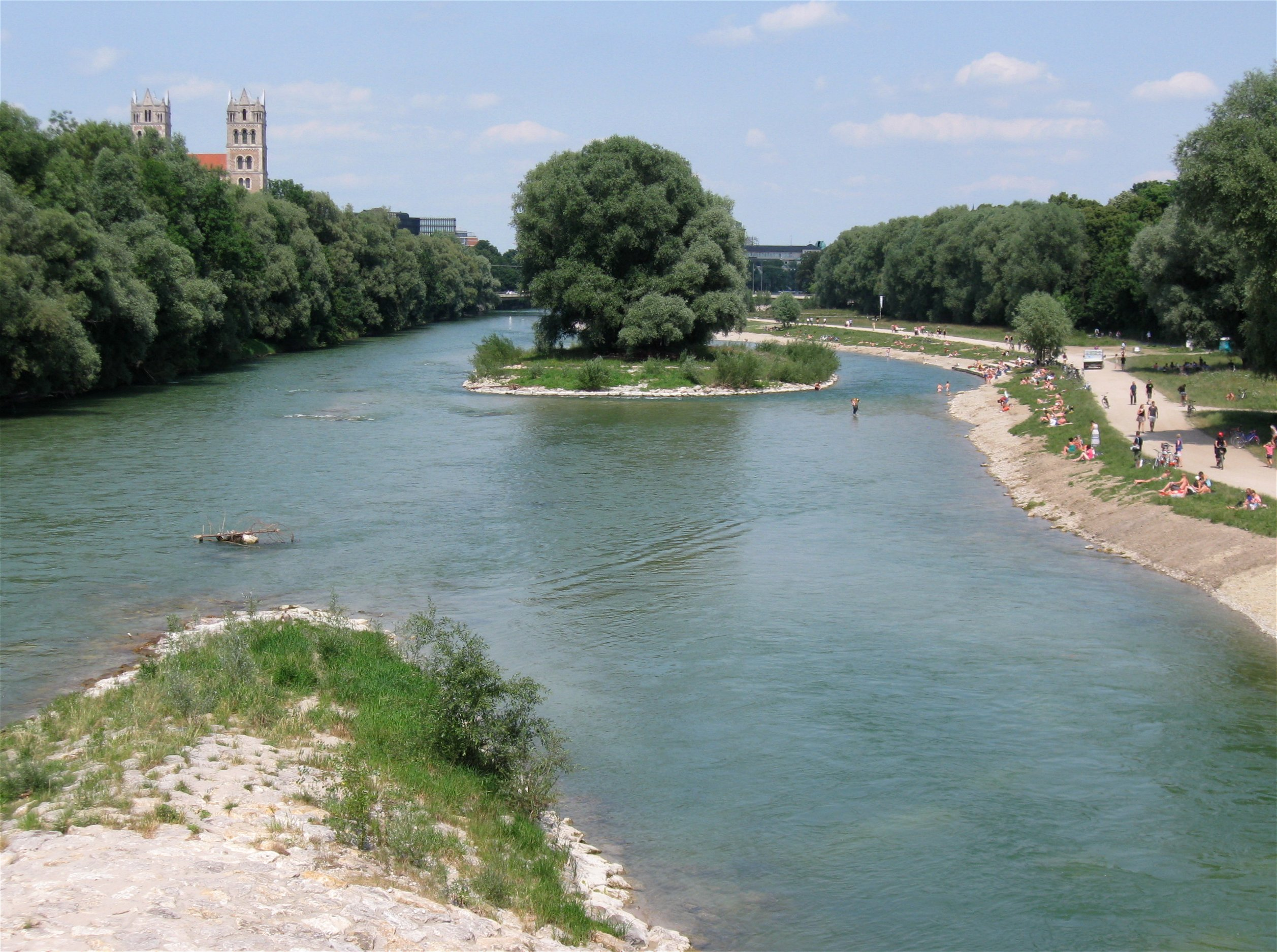
イーザル川（ミュンヘン付近）

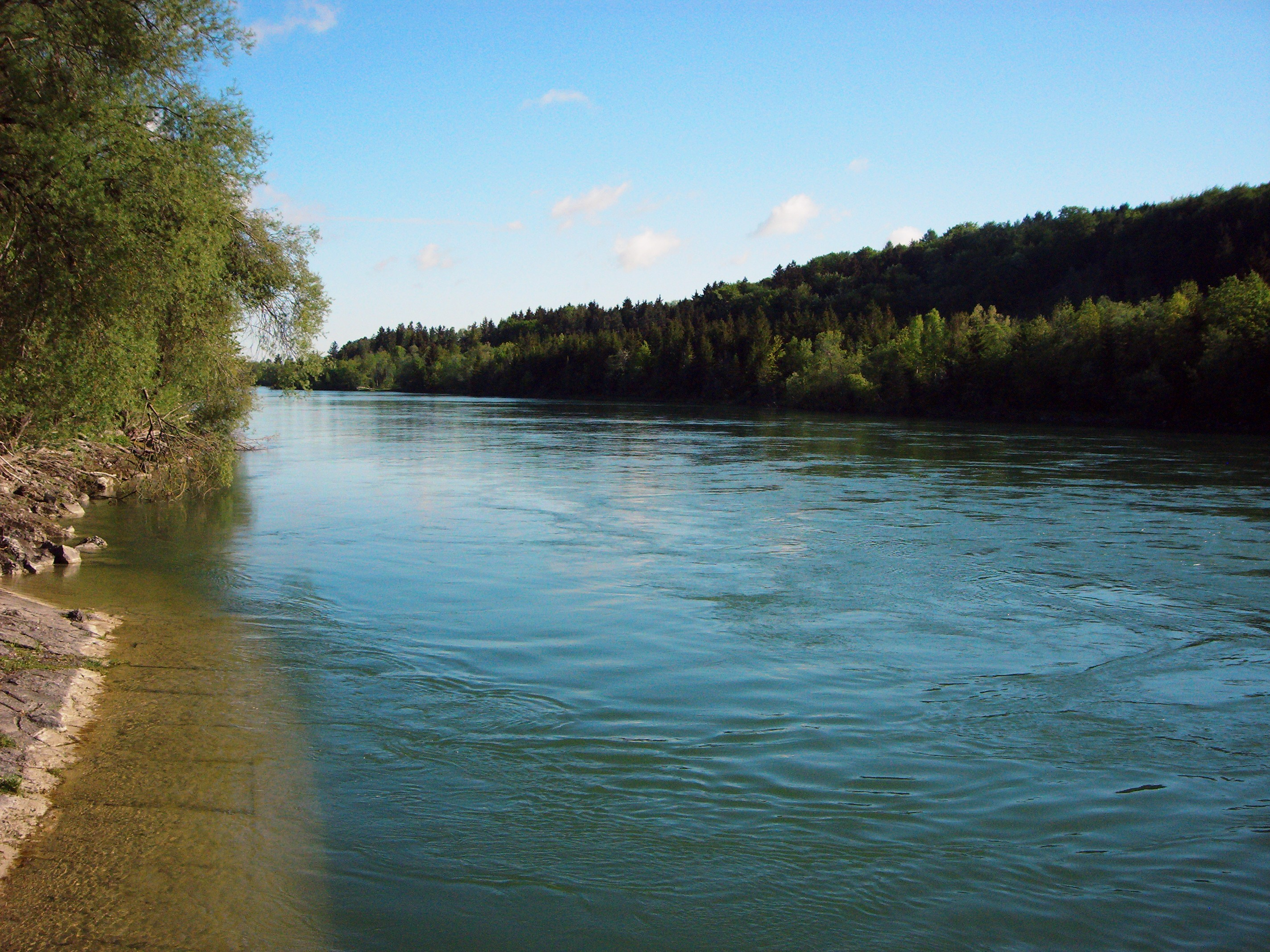
レヒ川（バイエルン州ゼーシュタル付近）

    - ロット川 (ノイウハウス・アム・イン) / シェルディング（ドイツ語版）
    - ザルツァハ川 / ハイミング
      - ザーラッハ川 / フライラッシング（ドイツ語版）

    - アルツ川 / マルクトル・アム・イン
      - キーム湖 / ゼーブルック（ドイツ語版）
        - ティロラー・アーヘン川 / グラーベンシュテット（ドイツ語版）

    - イセン川（ドイツ語版） / ノイエッティング（ドイツ語版）
    - ロット川 (ロット・アム・イン)（ドイツ語版） / ロット・アム・イン（ドイツ語版）

  - イルツ川（ドイツ語版） / パッサウ
  - フィルス川 (ドナウ川支流) / フィルスホーフェン・アン・デア・ドナウ（ドイツ語版）
  - イーザル川 / デッゲンドルフ近郊
    - アンパー川 / モースブルク・アン・デア・イザール（ドイツ語版）近郊
    - ロイザッハ川 / ヴォルフラーツハウゼン（ドイツ語版）近郊

  - グローセ・ラーバー川（ドイツ語版） / シュトラウビング近郊
  - レーゲン川 / レーゲンスブルク
    - シャンブ川（ドイツ語版） / シャム (ドイツ)（ドイツ語版）

  - ナープ川 / レーゲンスブルク近郊
    - フィルス川 (ナープ川支流)（ドイツ語版） / カルムンツ（ドイツ語版）

  - シュヴァルツェ・ラーバー川（ドイツ語版） / シンツィング（ドイツ語版）
  - アルトミュール川 / ケールハイム
  - アーベンス川（ドイツ語版） / ノイシュタット・アン・デア・ドナウ（ドイツ語版）近郊
    - イルム川 (アーベンス川支流)（ドイツ語版） / ノイシュタット・アン・デア・ドナウ近郊

  - パール川 / フォーブルク・アン・デア・ドナウ（ドイツ語版）近郊
  - フリートベルガー・アッハ川（ドイツ語版） / オーバーハウゼン（ドイツ語版）近郊
  - レヒ川 / ドナウヴェルト近郊
    - ヴェルタッハ川 / アウクスブルク

  - シュムター川（ドイツ語版） / ドナウヴェルト
  - ツーザム川（ドイツ語版） / ドナウヴェルト
  - ヴェルニッツ川 / ドナウヴェルト
  - ブレンツ川（ドイツ語版） / ラウインゲン
  - ミンデル川（ドイツ語版） / ギュンツブルク近郊
    - カンメル川（ドイツ語版） / オッフィンゲン（ドイツ語版）近郊

  - ギュンツ川（ドイツ語版） / ギュンツブルク
  - イラー川 / ウルム
    - ロート川 (ドナウ川水系)（ドイツ語版） / エアバッハ (ドナウ)（ドイツ語版）

  - リス川 (ドイツ)（ドイツ語版） / エーインゲン (ドナウ)（ドイツ語版）近郊
  - ラウヘルト川（ドイツ語版） / ジクマリンゲン近郊

### 北海
オランダ国境からデンマーク国境へ、時計回りに記載。
- マース川※（本流の河口） /  オランダ・ステレンダム（ドイツ語版）
  - ニーアス川 /  オランダ・ヘネプ
  - ルーア川 /  オランダ・ルールモント
    - ヴルム川（ドイツ語版） / ハインスベルク（ドイツ語版）近郊
    - インデ川（ドイツ語版） / ユーリッヒ（ドイツ語版）

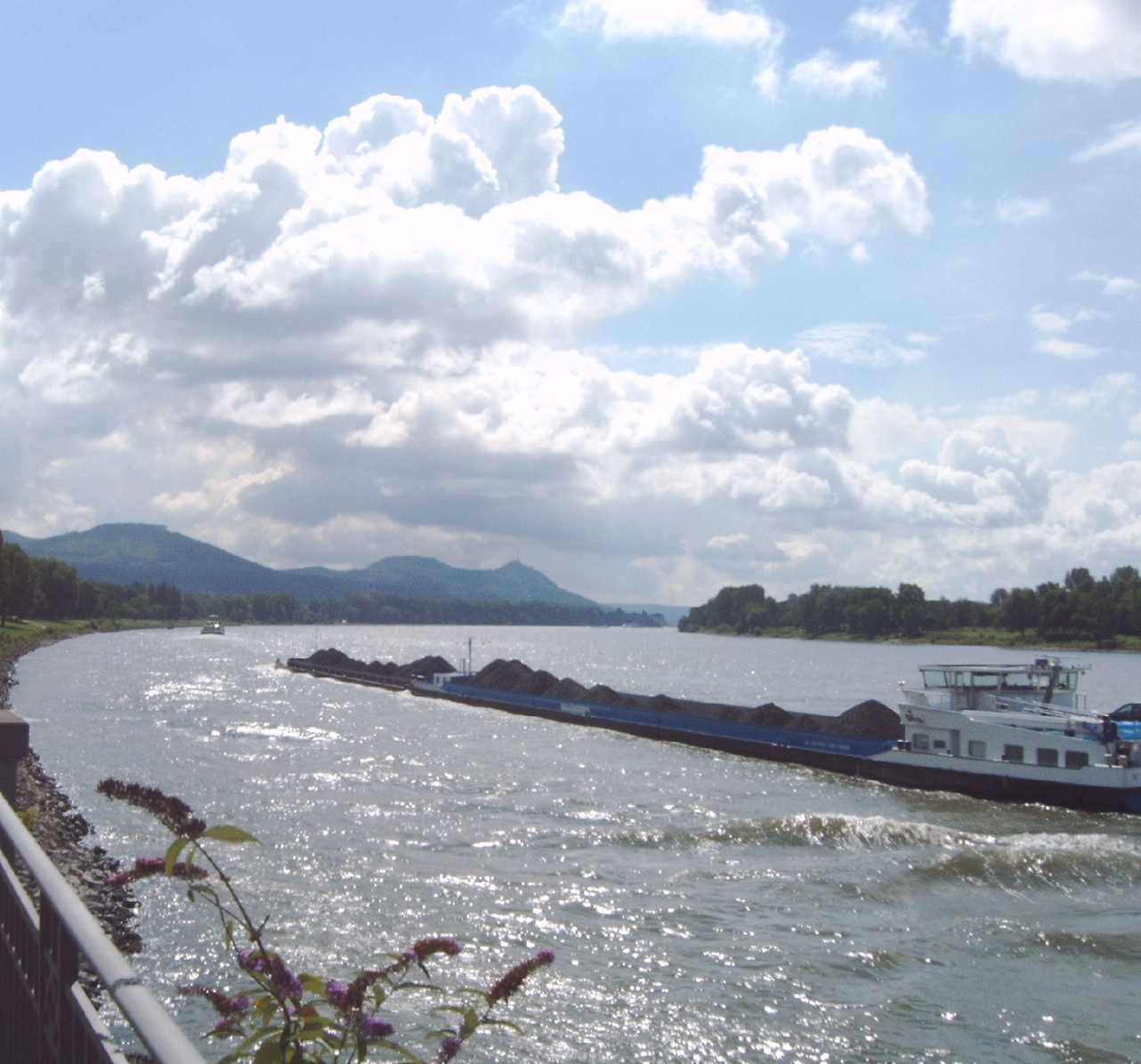
ライン川（ボン付近）

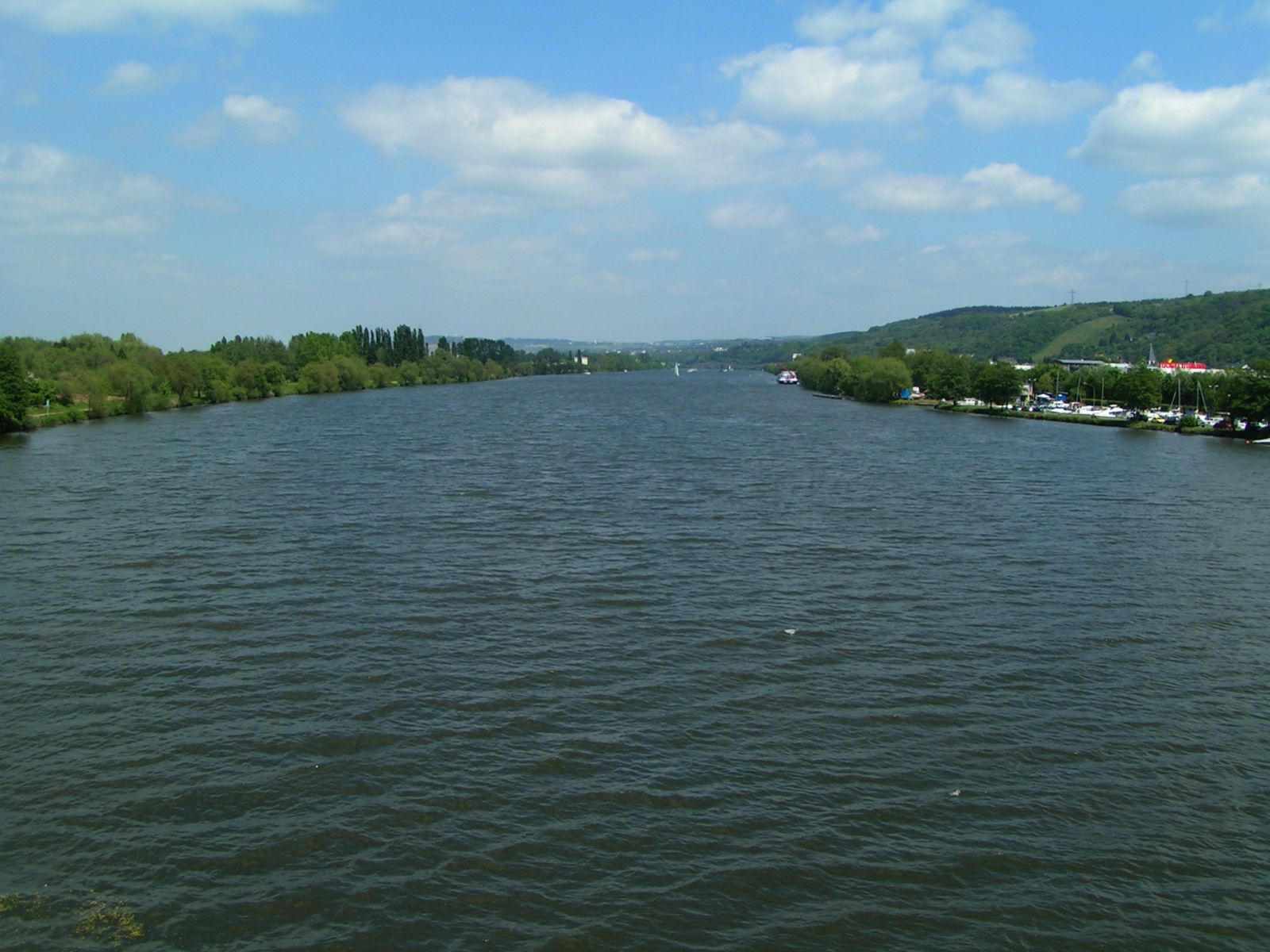
モーゼル川（コンツ付近）

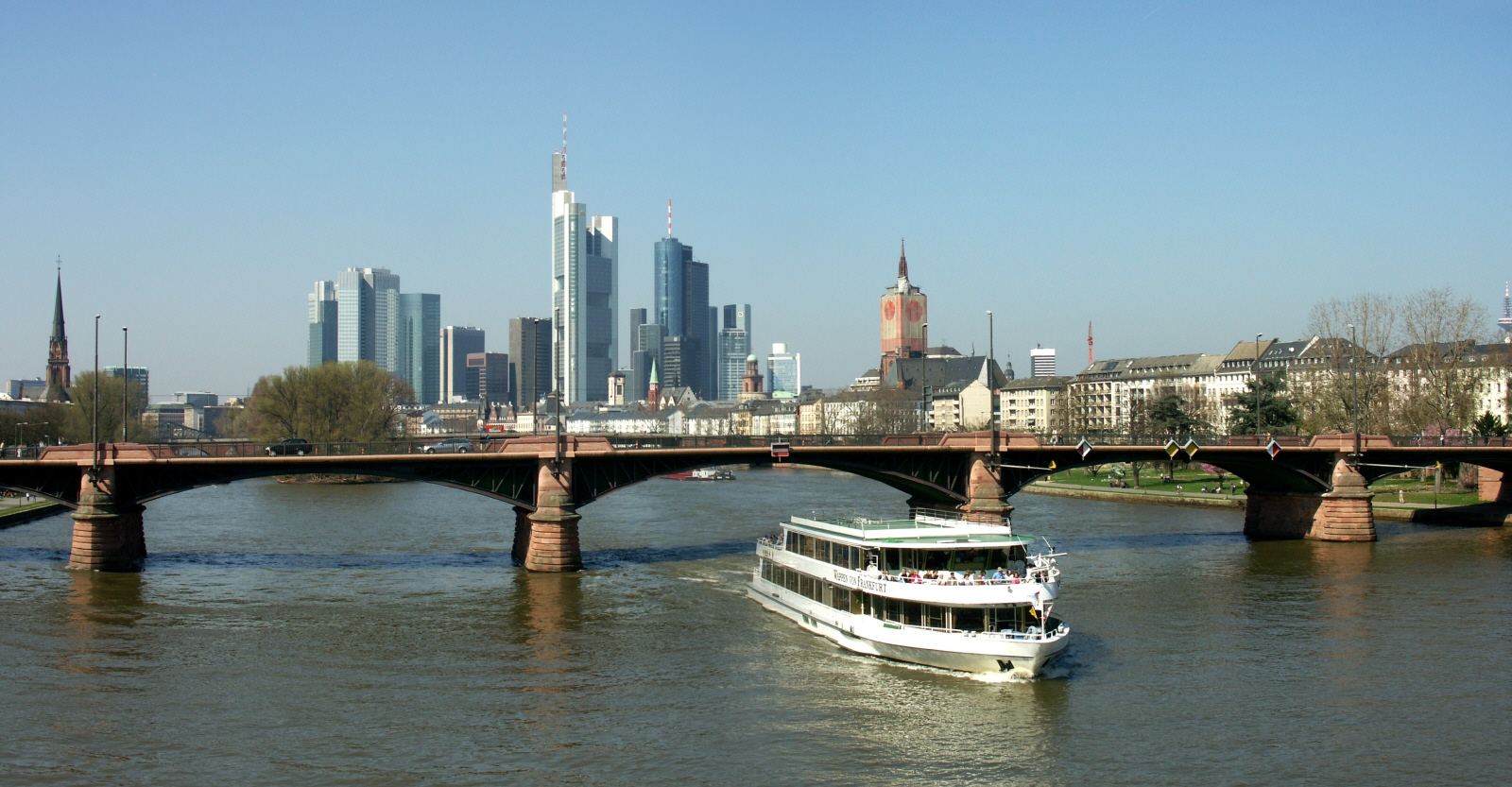
マイン川（フランクフルト・アム・マイン付近）

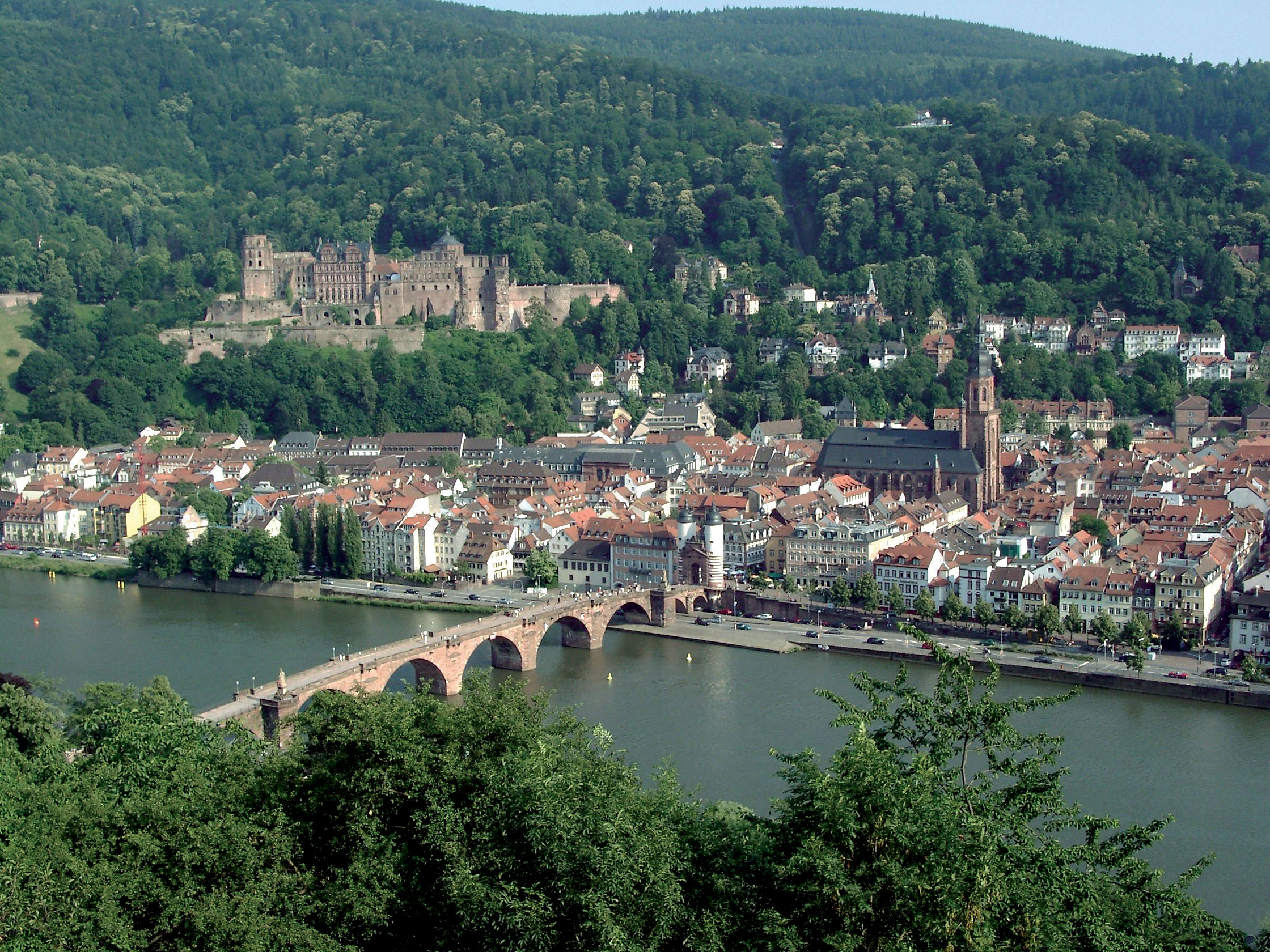
ネッカー川（ハイデルベルク付近）

- ライン川（本流の河口） /  オランダ・フク・ファン・ホラント（ドイツ語版）
  - リッペ川 / ヴェセル
    - アルメ川 / パーダーボルン

  - エムシャー川（ドイツ語版） / ディンスラーケン（ドイツ語版）近郊
  - ルール川 / デュースブルク
    - フォルメ川 / ハーゲン近郊
    - レンネ川 / ハーゲン近郊
    - メーネ川 / アルンスベルク・ネーハイム（ドイツ語版）地区

  - エアフト川 / ノイス
  - ヴッパー川 / レーヴァークーゼン
  - ジーク川 / ボン
    - アッガー川（ドイツ語版） / ジークブルク
    - ニスター川（ドイツ語版） / ヴィッセン

  - アー川 (ドイツ)（ドイツ語版） / ジンツィッヒ近郊
  - ヴィート川（ドイツ語版） / ノイヴィート
  - モーゼル川 / コブレンツ
    - エルツ川 (モーゼル川支流)（ドイツ語版） / モーゼルケルン（ドイツ語版）
    - アルフ川（ドイツ語版） / アルフ (ドイツ)（ドイツ語版）
    - リーザー川（ドイツ語版） / ベルンカステル＝クース近郊
    - ザルム川（ドイツ語版） / クリュッセラート（ドイツ語版）近郊
    - キル川 / トリーア・エーラング（ドイツ語版）地区近郊
    - ザール川 / コンツ近郊
      - ニード川 / レーリング＝ジールスブルク（ドイツ語版）近郊
      - プリムス川 / ディリンゲン (ザール)（ドイツ語版）
      - ブリース川 / サルグミーヌ
        - シュヴァルツ川（ドイツ語版） / ツヴァイブリュッケン近郊

    - サウアー川 / ヴァッサービリヒ（ドイツ語版）
      - プリューム川（ドイツ語版） / エヒタナハ近郊
        - ニムス川（ドイツ語版） / イアレル

      - ウール川 (ドイツ)（ドイツ語版） / ヴァレンドルフ（ドイツ語版）

  - ラーン川 / ラーンシュタイン
    - アール川（ドイツ語版） / ディーツ
    - ヴァイル川 / ヴァイルブルク
    - ディル川 / ヴェッツラー
    - オーム川 / ケルベ

  - ナーエ川 / ビンゲン・アム・ライン
    - アルセンツ川（ドイツ語版） / バート・クロイツナハ近郊
    - グラーン川（ドイツ語版） / バート・ゾーベルンハイム（ドイツ語版）近郊

  - ゼルツ川（ドイツ語版） / インゲルハイム・アム・ライン
  - マイン川 / マインツ
    - ニッダ川 / フランクフルト＝ヘーヒスト
      - ニッダー川 / バート・フィルベル・グローナウ（ドイツ語版）地区
      - ヴェッター川（ドイツ語版） / ニッダタール

    - キンツィヒ川 / ハーナウ
    - タウバー川 / ヴェルトハイム
    - フレンキッシェ・ザーレ川 / ゲミュンデン・アム・マイン
    - レグニッツ川 / バンベルク
      - ヴィーゼント川 / フォルヒハイム
      - ペグニッツ川 / フュルト
      - レドニッツ川 / フュルト
        - フレンキシェ・レーツァト川 / ゲオルゲンスグミュント
        - シュヴェービシェ・レーツァト川（ドイツ語版） / ゲオルゲンスグミュント

    - イッツ川 / バウナハ
    - ローダッハ川 / マルクトツォイルン近郊
    - 赤マイン川 / クルムバッハ近郊

  - ネッカー川 / マンハイム
    - ヤクスト川 / バート・フリードリヒスハル
    - コッハー川 / バート・フリードリヒスハル
    - エンツ川 / ベージヒハイム
      - グレムス川（ドイツ語版） / マルクグレーニンゲン・ウンターリーシンゲン（ドイツ語版）地区近郊

    - ムル川 / マールバッハ・アム・ネッカー
    - レムス川 / レムスエック・アム・ネッカー
    - フィルス川 / プロヒンゲン

  - クヴェイヒ川（ドイツ語版） / ゲルマースハイム近郊
  - プフィンツ川（ドイツ語版） / ゲルマースハイム近郊
  - ラウター川（ドイツ語版） / ローターブール
  - ムルク川（ドイツ語版） / ラシュタット近郊
  - ザール川 (ライン川支流)（ドイツ語版）（フランス語では「ソエ川」） /  フランス・セルツ
  - アッハー川（ドイツ語版） / リヒテナウ (バーデン)（ドイツ語版）近郊
  - レンヒ川（ドイツ語版） / リヒテナウ近郊
  - キンツィヒ川 (ライン川支流)（ドイツ語版） / ケール近郊
    - シュター川（ドイツ語版） / ケール近郊

  - エルツ川 / ラール/シュヴァルツヴァルト（ドイツ語版）近郊
  - ヴィーゼ川（ドイツ語版） /  スイス・バーゼル
  - ヴータッハ川（ドイツ語版） / ヴァルツフート＝ティンゲン（ドイツ語版）
- アイセル川※（アイセル湖に流入） /  オランダ・カンペン近郊
  - ベルケル川 /  オランダ・ズトフェン
  - 旧アイセル川 /  オランダ・ドゥースブルフ
- ズワールテ・ワーテル川※（アイセル湖に流入） /  オランダ・ゲーネマイデン（オランダ語版）近郊
  - フェヒト川 /  オランダ・ズヴォレ近郊
    - ディンケル川（ドイツ語版） / ノイェンハウス（ドイツ語版）
- エムス川 /  オランダ・デルフゼイル近郊
  - ハーゼ川 / メッペン（ドイツ語版）

- ヴェーザー川 / ブレーマーハーフェン近郊
  - フンテ川 / エルスフレート（ドイツ語版）

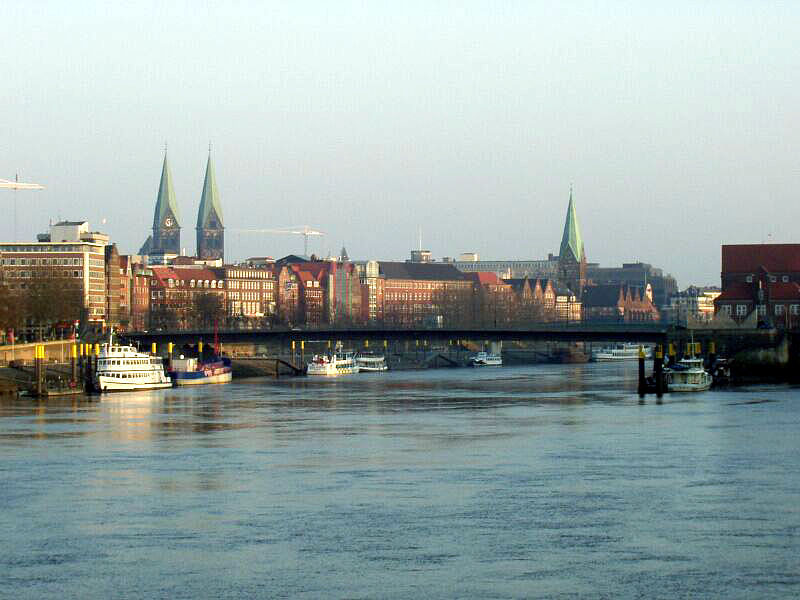
ヴェーザー川（ブレーメン付近）

  - レウム川 / ブレーメン・フェーゲサック（ドイツ語版）地区
    - ヴュンメ川 / リッターフーデ

  - アラー川 / フェルデン (アラー)
    - ベーム川 / レーテム（ドイツ語版）近郊
    - ライネ川 / シュヴァルムシュテット近郊
      - インナーシュテ川 / ザルシュテット（ドイツ語版）近郊
      - ルーメ川 / ノルトハイム
        - オーデル川 (ルーメ川支流) / カトレンブルク＝リンダウ・カトレンブルク地区

    - エルツェ川 / ヴィンゼン (アラー)（ドイツ語版）
    - フーゼ川 / ツェレ
    - オーカー川 / ミュデン（ドイツ語版）
      - シュンター川（ドイツ語版） / ブラウンシュヴァイク近郊

  - ヴェルレ川（ドイツ語版） / バート・エーンハウゼン
  - ディーメル川 / バート・カールスハーフェン
  - フルダ川 / ハン・ミュンデン
    - エーダー川 / エーダーミュンデ
      - シュヴァルム川（ドイツ語版） / フリッツラー近郊

    - ハウネ川 / バート・ヘルスフェルト

  - ヴェラ川 / ハン・ミュンデン
    - ヘルセル川 / アイゼナハ近郊
    - ウルシュター川 / フィリップスタール (ヴェラ)

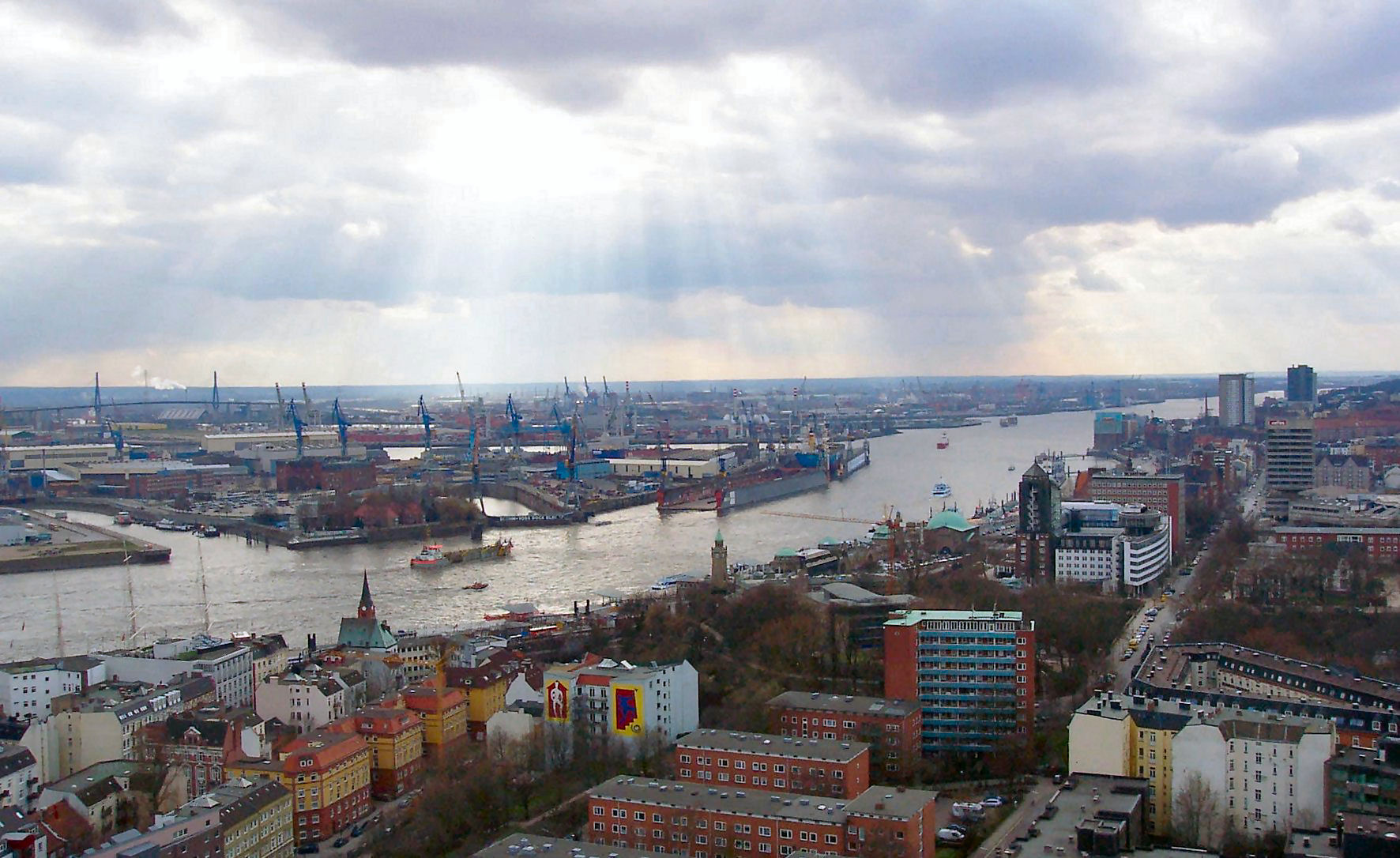
エルベ川（ハンブルク港付近）

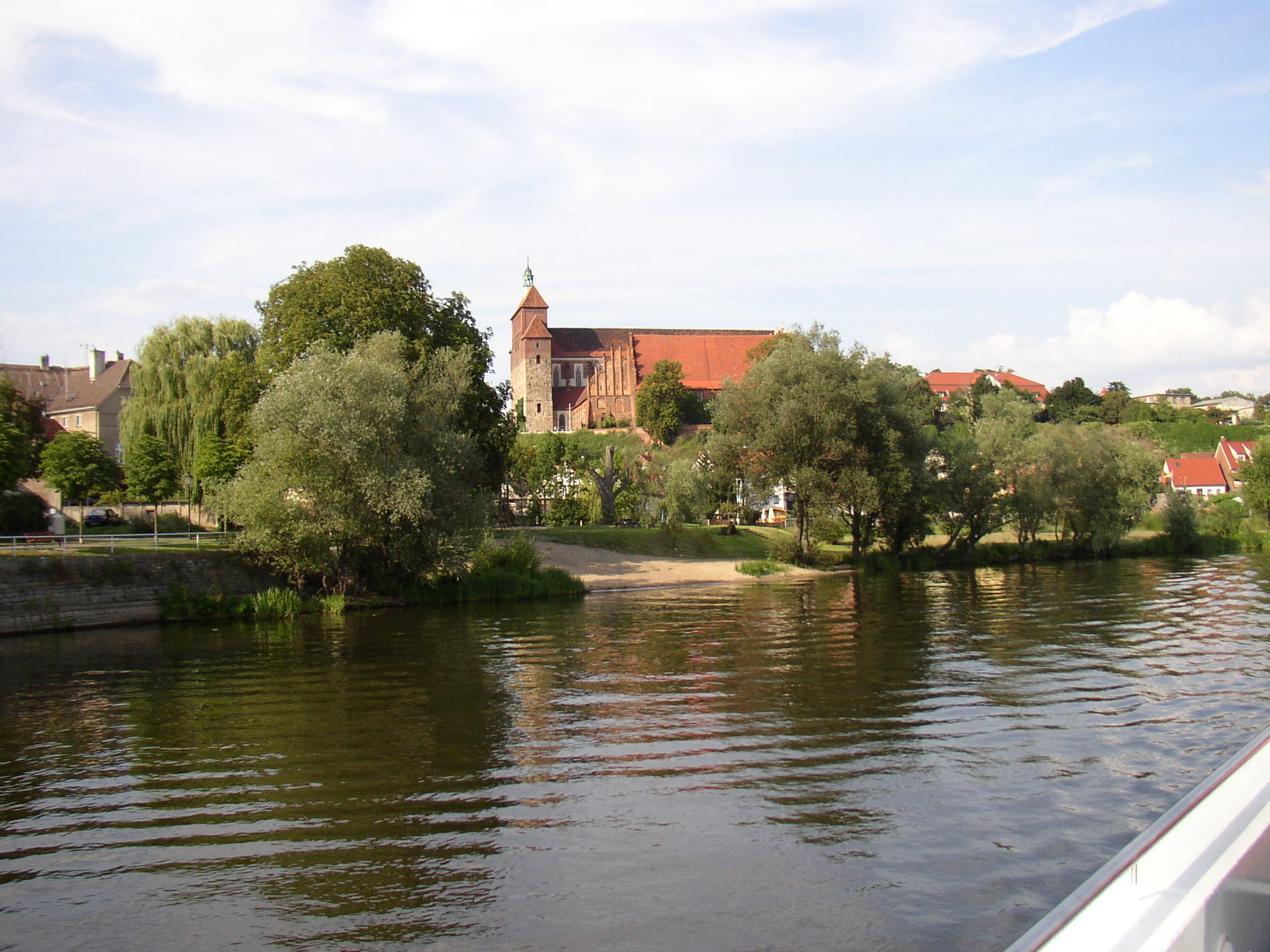
ハーフェル川（ザクセン＝アンハルト州ハーフェルベルク付近）

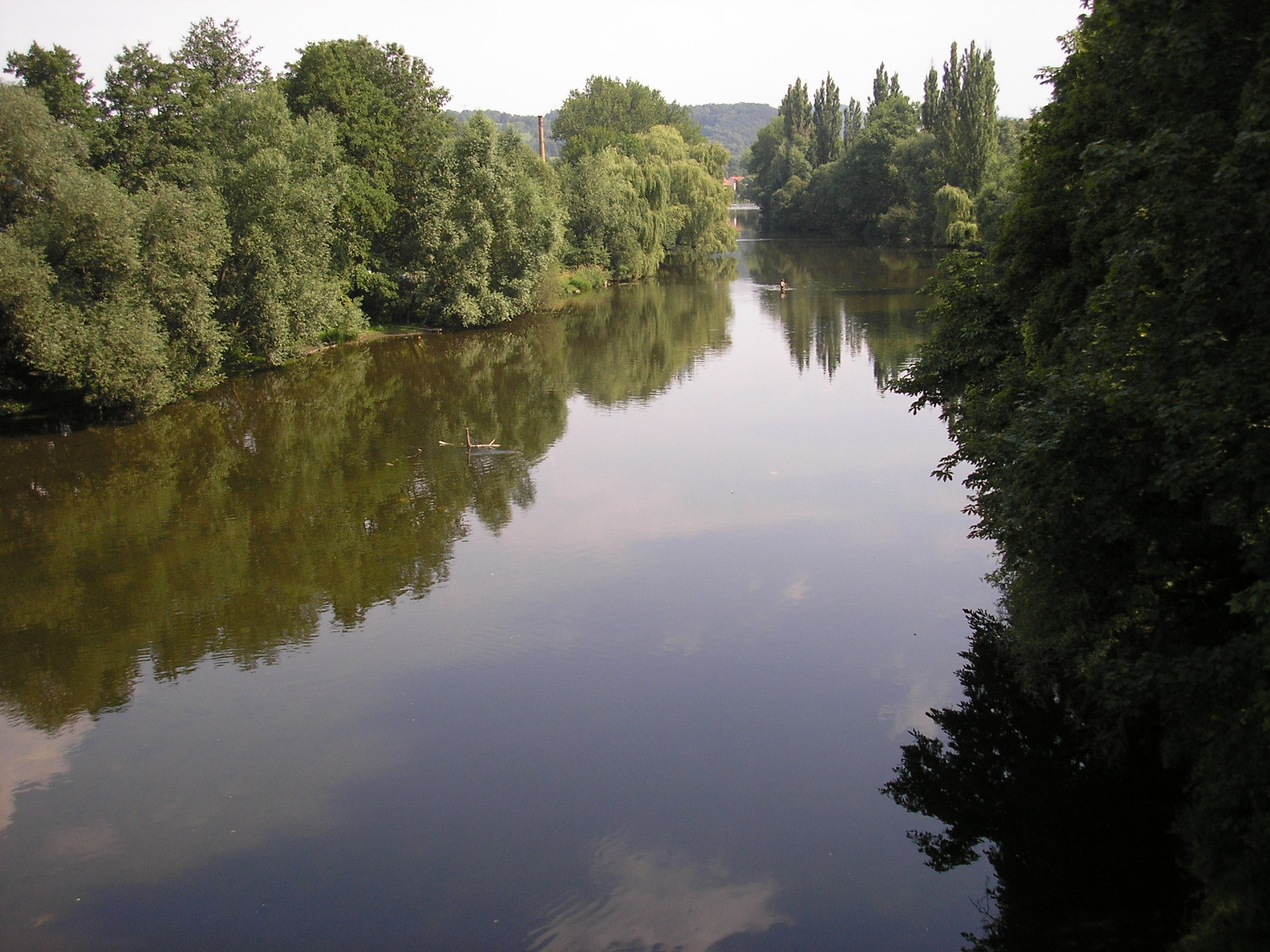
ザーレ川（ザールフェルト付近）

- エルベ川 / クックスハーフェン近郊
  - オステ川 / オッテルンドルフ近郊
  - シュテーア川（ドイツ語版） / グリュックシュタット（ドイツ語版）近郊
  - アルスター川（ドイツ語版） / ハンブルク
  - ビレ川（ドイツ語版） / ハンブルク近郊
  - イルメナウ川 / ヴィンゼン (ルーエ)（ドイツ語版）近郊
  - イェエッツェル川（ドイツ語版） / ヒッツアッカー（ドイツ語版）
  - レックニッツ川 (エルベ川水系)（ドイツ語版） / デーミッツ（ドイツ語版）近郊
    - エルデ川 / レンツェン（ドイツ語版）近郊[4]

  - アラント川（ドイツ語版）[5] / シュナッケンブルク（ドイツ語版）
  - シュテフェニッツ川 (エルベ川水系)（ドイツ語版） / ヴィッテンベルゲ（ドイツ語版）
  - ハーフェル川 / ハーフェルベルク近郊
    - ドッセ川 / ハーフェルベルク近郊
    - リーン川 / ヴァルナウ（ドイツ語版）近郊
    - プラネ川（ドイツ語版） / ブランデンブルク・アン・デア・ハーフェル近郊（ブライトリング湖（ドイツ語版）に流入）
    - ヌーテ川 / ポツダム
    - シュプレー川 / ベルリン・シュパンダウ区
      - ダーメ川 / ベルリン・トレプトウ＝ケーペニック区

  - オフルジェ川 / ブルク・バイ・マグデブルク（ドイツ語版）近郊
  - ザーレ川 / バルビー
    - ボーデン川 / ニーンブルク (ザーレ)（ドイツ語版）
    - ヴィッパー川 (ザーレ川支流)（ドイツ語版） / ベルンブルク（ドイツ語版）近郊
    - 白エルスター川 / ハレ (ザーレ)近郊
      - パーテ川（ドイツ語版） / ライプツィヒ
      - プライセ川 / ライプツィヒ
      - ヴァイダ川 / ゲーラ近郊

    - ウンシュトルト川 / ナウムブルク (ザーレ)近郊
      - ヴィッパー川 (ウンシュトルト川支流)（ドイツ語版） / ヘルルンゲン（ドイツ語版）近郊
      - ゲーラ川（ドイツ語版） / シュトラウスフルト（ドイツ語版）

    - イルム川 / グロースハリンゲン（ドイツ語版）
    - シュヴァルツァ川 / ルドルシュタット（ドイツ語版）・シュヴァルツァ（ドイツ語版）地区

  - ムルデ川 / デッサウ
    - ツヴィッカウアー・ムルデ川 / コルディッツ（ドイツ語版）近郊
      - ケムニッツ川（ドイツ語版） / ヴェクセルブルク（ドイツ語版）近郊

    - フライベルガー・ムルデ川 / コルディッツ近郊
      - チョッパウ川 / デーベルン（ドイツ語版）近郊

  - 黒エルスター川 / ルターシュタット・ヴィッテンベルク近郊
  - ヴァイセリッツ川（ドイツ語版） / ドレスデン
    - ヴィルデ・ヴァイセリッツ川（ドイツ語版） / フライタール（ドイツ語版）

  - ヴェセニッツ川（ドイツ語版） / ピルナ（ドイツ語版）
  - エーガー川（チェコ語では「オフジェ川」または「オフルジェ川」） /  チェコ・リトムニェジツェ
  - ヴルタヴァ川※ /  チェコ・ムニェルニーク
    - ベロウンカ川※ /  チェコ・プラハ近郊
      - ミース川（チェコ語では「ムジェ川」） /  チェコ・プルゼニ
- アイダー川 / テンニング（ドイツ語版）
  - トレーネ川（ドイツ語版） / フリードリッヒシュタット（ドイツ語版）